# Suite Gogol
La Suite Gogol est une musique orchestrale composée par Alfred Schnittke en 1980. Elle a été créée pour la mise en scène, par Iouri Lioubimov, de la pièce de théâtre Le Revizor de Nicolas Gogol. Son exécution dure environ trente minutes.

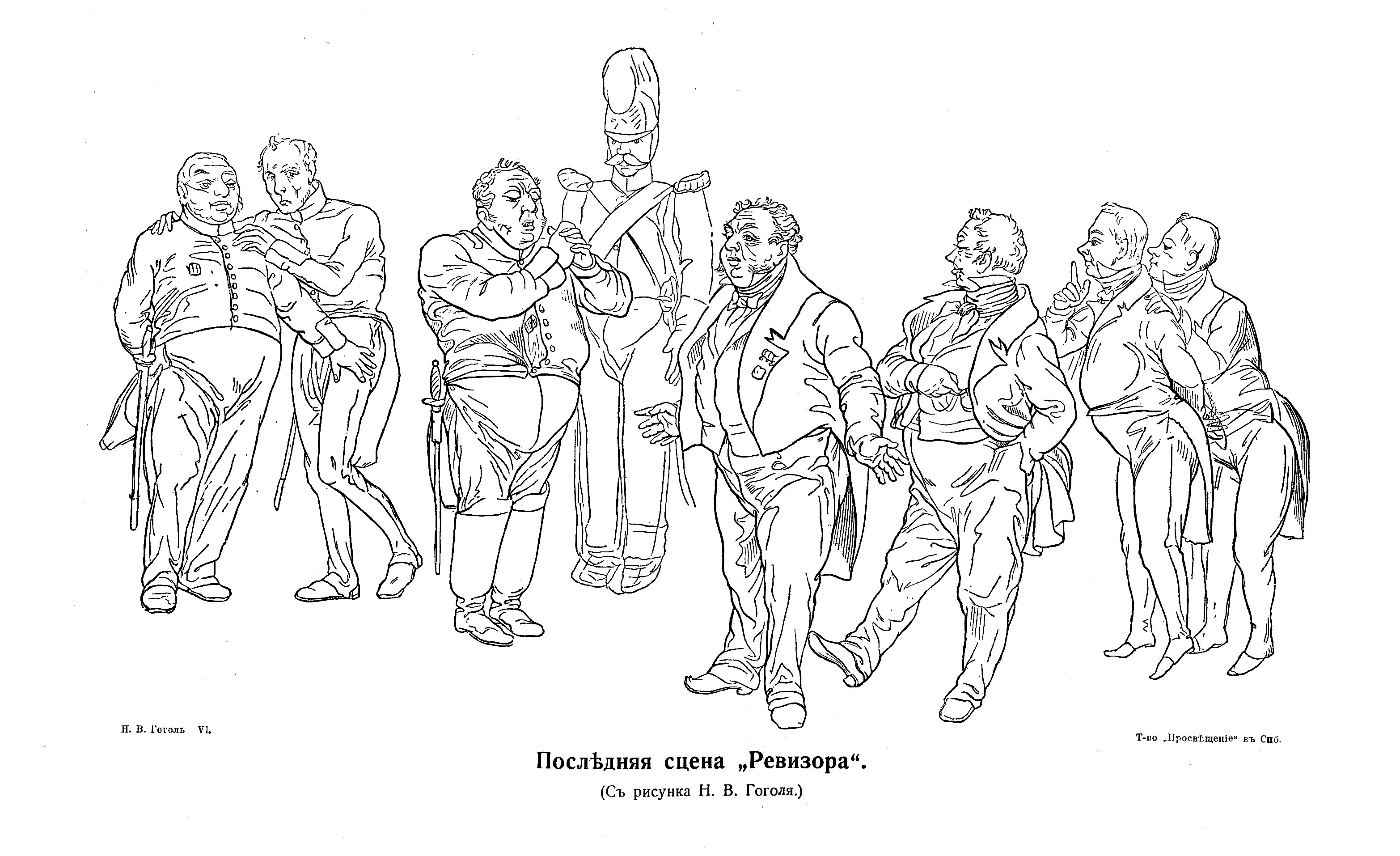
Le Revizor, dessin de Nicolas Gogol (1836).

## Organisation
La suite est faite de huit mouvements :
1. Ouverture
2. L'enfance de Chichikov
3. Portrait
4. La Cape
5. Ferdinand VII
6. Les Bureaucrates
7. La Balle
8. Le Testament

Certains mouvements sont repris dans Esquisses.

## Instrumentation
L'effectif détaillé est le suivant :
- Bois : 2 flûte (et piccolo), 2 hautbois (et cor anglais), 2 clarinette (et clarinette basse), 2 basson (et contrebasson)
- Cuivres : 2 cor, trompette, 2 trombone, tuba
- Percussions : 5 percussionnistes
- Cordes pincées : harpe, guitare électrique, basse électrique
- Cordes frottées : (non précisé)
- Claviers : célesta, piano, clavecin, orgue

## Discographie
- Lev Markiz, Orchestre symphonique de Malmö, 1992 (Bis)[2]